# Runstwiesen und Totenmoos
Das aus zwei Teilgebieten bestehende Naturschutzgebiet Runstwiesen und Totenmoos liegt auf dem Gebiet der Gemeinde Offenberg im Landkreis Deggendorf in Niederbayern.
Das 149,43 ha große Gebiet mit der Nr. NSG-00568.01, das im Jahr 2000 unter Naturschutz gestellt wurde, erstreckt sich nordwestlich und südöstlich des Kernortes Offenberg. Es liegt direkt an der am südwestlichen Rand verlaufenden A 3. Am östlichen Rand und nördlich verläuft die St 2125, durch das Gebiet hindurch fließt der Offenburger Mühlenbach.